# Hornindal
Hornindal è un ex comune norvegese della contea di Sogn og Fjordane. Dal 1º gennaio 2020 il territorio comunale è stato suddiviso tra diverse amministrazioni appartenenti alle contee di Sogn og Fjordane e Møre og Romsdal.